# Trk-рецептор
Trk-рецептор — представитель семейства тирозинкиназ, регулирующих синаптическую эффективность и пластичность в нервной системе млекопитающих. Trk-рецепторы влияют на выживание нейронов и их дифференцировку с помощью нескольких сигнальных каскадов. Также активация этих рецепторов оказывает существенное влияние на функциональные свойства нейронов.
Самыми распространёнными лигандами Trk-рецепторов являются нейротрофины (семейство факторов роста, необходимых для функционирования нервной системы). Связывание этих молекул очень специфично. Каждый тип нейротрофинов имеет свою отличную от других аффинную связь с соответствующим Trk-рецептором. Активация Trk-рецепторов нейротрофинами может приводить к активации сигнальных каскадов, в результате чего повышается выживаемость и меняются другие функциональные характеристики клеток.

## Происхождение названия
Аббревиатура Trk происходит от тропомиозин-рецепторной киназы, или от «тирозинный рецептор киназы».
Семейство Trk-рецепторов получило название от онкогена trk, чья идентификация привела к открытию её первого члена TrkA. Trk, первоначально идентифицированный в раковой опухоли прямой кишки, часто (в 25 % случаев) активирует рак щитовидной железы. Онкоген возник в результате мутации в 1-й хромосоме, приводящей к слиянию первых семи экзонов тропомиозина с трансмембранными и цитоплазматическими доменами TrkA-рецептора. В норме Trk-рецепторы не содержат аминокислотных последовательностей тропомиозина.

## Типы Trk-рецепторов и соответствующие им лиганды
Три наиболее распространённых типа Trk-рецепторов — TrkA, TrkB и TrkC. Каждый из этих рецепторов имеет разную аффинность к определённым нейротрофинам. Различия в передаче сигналов, инициированных этими отдельными типами рецепторов, важны для запуска разнообразных биологических реакций.
Нейротрофиновые лиганды Trk-рецепторов являются «обработанными» (процессированными) лигандами. Это значит, что они синтезируются в незрелой форме, а потом трансформируются за счёт расщепления протеазами. Незрелые нейротрофины специфичны только для одного общего p75NTR-рецептора. Однако расщепление протеазой генерирует нейротрофины, имеющие высокую аффинность к соответствующим Trk-рецепторам. Процессированные нейротрофины всё ещё могут связываться с p75NTR, но с гораздо меньшей аффинностью.

### TrkA
TrkA имеет наибольшую аффинность к связывающемуся с ним фактору роста нервов (NGF). NGF важен и в местных, и в идущих в ядре клетки реакциях, регулирующих конусы роста аксонов, моторику и экспрессию генов, кодирующих биосинтез ферментов для нейротрансмиттеров.

### TrkB
TrkB имеет наибольшую аффинность к нейротрофическому фактору мозга (BDNF) и к NT-4. BDNF играет важную роль в выживании и функционировании нейронов ЦНС. Связь TrkB с BDNF вызывает активацию многих внутриклеточных каскадов, регулирующих развитие и пластичность нейронов, долговременную потенциацию и апоптозы.
Несмотря на то, что и BDNF, и NT-4 имеют высокую специфичность к TrkB, они не являются взаимозаменяемыми. В исследованиях на мышах, где BDNF заменяли на NT-4, мыши с экспрессией NT-4 были более мелкими и имели пониженную фертильность.
Недавние исследования также показали, что TrkB рецептор связан с болезнью Альцгеймера.

### TrkC
TrkC обычно активируется NT-3 и почти не активируется другими лигандами (TrkA и TrkB также связываются с NT-3, но в меньшей степени). TrkC в основном экспрессируется проприоцептивными сенсорными нейронами. Аксоны этих нейронов более толстые, чем аксоны ноцицептивных сенсорных нейронов.

## Регуляция рецептором p75NTR
p75NTR влияет на аффинность и специфичность активации нейротрофинами Trk-рецепторов. Наличие p75NTR особенно важно для увеличения аффинной связи NGF с TrkA. Несмотря на удивительно похожую константу диссоциации p75NTR и TrkA, их кинетика абсолютно разная. Делеция или другие мутации цитоплазматических и трансмембранных доменов как TrkA, так и p75NTR препятствуют созданию высокоаффинных доменов связывания на TrkA. Однако связывание лигандов с p75NTR не обязательно способствует высокоаффинным связям. Исследования показывают, что присутствие p75NTR влияет на конформацию TrkA, преимущественно на состояние его высокоаффинного домена связывания с NGF.
Помимо влияния на аффинность и специфичность Trk-рецепторов, P75NTR может также уменьшать вызванную лигандом убиквитинацию рецепторов и задерживать их интернализацию и деградацию.

## Роль в дифференцировке и функционировании клеток

### Выживаемость клеток-предшественников и их пролиферация
Многочисленные исследования показали, что нейротрофины влияют на пролиферацию и дифференцировку нейроэпителиальных предшественников ЦНС, клеток нервного гребня и клеток-предшественников энтеральной нервной системы. TrkA не только увеличивает выживаемость ноцирецептроров классов C и A-дельта, но и также влияет на функциональные свойства этих нейронов. Как упоминалось ранее, BDNF увеличивает выживаемость и влияет на работу нейронов ЦНС, в частности холинергических нейронов конечного мозга и нейронов гиппокампа и коры. Также он влияет на области мозга, восприимчивые к дегенерации при болезни Альцгеймера.
Было установлено, что TrkC усиливает пролиферацию и выживаемость клеток культуры нервного гребня, предшественников олигодендроцитов, а также дифференцировку предшественников нейронов гиппокампа.

### Контроль иннервации мишени
Сигнализация NGF/TrkA регулирует направленное движение конусов роста симпатических нейронов. Даже когда нейроны получали адекватную трофическую поддержку, они, согласно одному эксперименту, не врастали в нужные участки без NGF. NGF увеличивает иннервацию тканей, которые получают симпатическую или сенсорную иннервацию, и способствует появлению аномальной иннервации в тканях, которые в норме не иннервированы.
NGF-/TrkA-сигнализацию активирует BDNF. В периферической нервной системе комплекс TrkB/BDNF и TrkB/NT-4 резко повышает чувствительность болевого пути, который требует присутствия тучных клеток.

### Функции чувствительных нейронов
Trk-рецепторы и их лиганды (нейротрофины) также влияют на функциональные свойства нейронов. И NT-3, и BDNF важны для регуляции и развития синапсов, образованных между афферентными и моторными нейронами. Возросшая связь NT-3/trkC приводит к большим моносинаптическим возбуждающим постсинаптическим потенциалам и снижению полисинаптических компонент. С другой стороны, увеличение связи TrkB с BDNF имеет прямо противоположный эффект.

### Формирование колонок глазодоминантности
В ходе развития зрения у млекопитающих аксоны, идущие от каждого глаза, проходят через латеральное коленчатое тело (LGN) и заканчиваются в отдельных слоях зрительной коры. Однако аксоны из каждого (LGN) проводят сигналы только от одной половины рецептивного поля глаза, но не от обоих. Эти аксоны, заканчивающиеся в IV слое зрительной коры, приводят к колонкам глазодоминантности (нейронам в зрительной коре млекопитающих, преимущественно отвечающим за рецептивное поле одного или другого глаза). Исследования показали, что плотность иннервирующих аксонов из LGN в IV слое может увеличиваться экзогенным BDNF и уменьшаться при снижении уровня эндогенного BDNF. Возможно, BNDF вовлечен в некий механизм сортировки, который до сих пор не изучен. Одно исследование показало, что инфузия NT-4 (лиганда TrkB) в зрительную кору в течение критического периода смогло предотвратить последствия монокулярной депривации, при которой колонки обычно не формируются.

### Синаптическая сила и пластичность
В гиппокампе млекопитающих аксоны пирамидальных нейронов CA3 проецируются на клетки CA1 через коллатерали Шаффера. Долговременная потенциация (LTP) может индуцироваться любым из этих путей. TrkB-рецепторы экспрессируются в большинстве этих нейронов гиппокампа, включая гранулярные клетки зубчатой извилины, пирамидальные клетки CA3 и CA1 и тормозные нейроны. Интересно, что LTP может быть сильно уменьшена мутациями BDNF. В исследованиях на мышах у мутантов с уменьшенной экспрессией TrkB долговременная потенциация CA1-клеток значимо понижается. Снижение TrkB также связано с нарушениями памяти и обучения.

## Пути активации
Trk-рецепторы димеризуются в ответ на лиганд, как и другие тирозинкиназные рецепторы. Эти димеры фосфорилируют друг друга и, тем самым, усиливают каталитическую активность киназ. Trk-рецепторы влияют на выживание нейронов и их дифференциацию с помощью нескольких сигнальных каскадов. Известно три пути активации: PLC, Ras/MAPK (сигнальный путь ERK) и PI3K (фосфатидилинозитол-3-киназный путь). Эти пути способствуют препятствованию запрограммированной клеточной смерти. Эти сигнальные каскады в конечном счёте приводят к активации фактора транскрипции, CREB, который, в свою очередь, активирует гены-мишени.

### Путь PKC
Связывание нейротрофина приводит к фосфорилированию фосфолипазы C (PLC) с помощью Trk-рецептора. Это фосфорилирование активирует PLC, катализирующую распад липидов на диацилглицерол и инозитол-3-фосфат. Диацилглицерол может косвенно активировать PI3-киназу или несколько протеинкиназ C (PKC), в то время как инозитол-3-фосфат способствует освобождению кальция из внутриклеточных депо.

### Путь Ras/MAPK
Сигнализация через путь Ras-/MAPK важна для индуцированной нейротрофином дифференциации нейронов и нейробластов.

### Путь PI3
Сигнализация на PI3-пути существенна как для опосредования индуцированного нейротрофином выживания, так и для регуляции транспорта везикул.